# اوتندورف آندر ریتشاین
اوتندورف آندر ریتشاین (به آلمانی: Ottendorf an der Rittschein) یک منطقهٔ مسکونی در اتریش است که در هارتبرگ فورستنفلد واقع شده‌است. اوتندورف آندر ریتشاین ۱۴٫۲۶ کیلومتر مربع مساحت دارد ۲۹۷ متر بالاتر از سطح دریا واقع شده‌است.